# Лангельн (Шлезвіг-Гольштейн)
Лангельн (нім. Langeln) — громада в Німеччині, розташована в землі Шлезвіг-Гольштейн. Входить до складу району Піннеберг. Складова частина об'єднання громад Ранцау.
Площа — 10,28 км2. Населення становить 598 ос. (станом на 31 грудня 2020).